# Festieux
Festieux település Franciaországban, Aisne megyében. Lakosainak száma 707 fő (2022. január 1.). Festieux Arrancy, Courtrizy-et-Fussigny, Eppes, Mauregny-en-Haye, Montchâlons és Veslud községekkel határos.

## Népesség
A település népességének változása:
| Lakosok száma | 326  | 296  | 449  | 523  | 647  | 667  | 680  | 671  | 683  | 707  |
|               | 1968 | 1982 | 1990 | 2006 | 2013 | 2015 | 2017 | 2019 | 2020 | 2022 |